# Braymer
Braymer és una població dels Estats Units a l'estat de Missouri. Segons el cens del 2000 tenia 910 habitants.

## Demografia
Segons el cens del 2000, Braymer tenia 910 habitants, 392 habitatges, i 248 famílies. La densitat de població era de 627,4 habitants per km².
Dels 392 habitatges en un 32,1% hi vivien nens de menys de 18 anys, en un 46,7% hi vivien parelles casades, en un 12,5% dones solteres, i en un 36,7% no eren unitats familiars. En el 32,1% dels habitatges hi vivien persones soles el 17,9% de les quals corresponia a persones de 65 anys o més que vivien soles. El nombre mitjà de persones vivint en cada habitatge era de 2,32 i el nombre mitjà de persones que vivien en cada família era de 2,93.
Per edats la població es repartia de la següent manera: un 28,2% tenia menys de 18 anys, un 8,1% entre 18 i 24, un 23,7% entre 25 i 44, un 22% de 45 a 60 i un 17,9% 65 anys o més.
L'edat mediana era de 37 anys. Per cada 100 dones de 18 o més anys hi havia 85 homes.
La renda mediana per habitatge era de 26.667 $ i la renda mediana per família de 35.391 $. Els homes tenien una renda mediana de 28.304 $ mentre que les dones 20.000 $. La renda per capita de la població era de 14.518 $. Entorn del 7,8% de les famílies i el 12,4% de la població estaven per davall del llindar de pobresa.

## Poblacions més properes
El següent diagrama mostra les poblacions més properes.